# Медведев, Сергей Васильевич (сейсмолог)
Сергей Васильевич Медведев(1910—1977) — крупнейший специалист в области инженерной сейсмологии, член Академии наук и искусств Македонии. Первая буква его фамилии(М) входит в название шкалы MSK-64. Доктор технических наук, профессор. Основатель и главным редактор журнала "Вопросы инженерной сейсмологии" (1958—1977). Лауреат Государственной премии СССР III степени 1948 года , присужденной коллективу (Садовский М.А., Косачёв М.Н., Медведев С.В.)  за разработку и внедрение нового метода определения безопасных расстояний при взрывных работах от источников взрыва до сооружений. Доктор физико-математических наук, кандидат технических наук. Автор важнейшего инструментального метода инженерной сейсмологии — метода сейсмических жесткостей.

## Биография
Научный сотрудник Сейсмологического института АН СССР, затем — Геофизического института АН СССР, после реорганизации последнего — Института физики Земли им. О. Ю. Шмидта, заведующий отделом сейсмического районирования.
В 1937 ом году  под редакцией П.М. Никифорова была создана первая карта сейсмического районирования территории СССР, ставшая первой в мире нормативной картой такого рода.  Непосредственное создание карты принадлежит   Г. П. Горшкову. Аналогичная карта 1947 года вышла  под редакцией В.Ф. Бончковского.  Карты 1957 года созданы С.В. Медведевым и и Б.А. Петрушевским, 1968 года — С.В. Медведевым. Сергей Васильевич был членом редакционной коллегии  последней карты сейсмического районирования территории СССР — 1978  года, главным редактором которой был М.А. Садовский.
В 1948 году — заместитель председателя Комиссии АН СССР по изучению последствий Ашхабадского землетрясения, на основе данных собранных в то время, в начале 1950-х годов  разработал новую 12-балльную шкалу сейсмической интенсивности. В  1952 году  диапазон  6-9 баллов этой шкалы был утвержден в качестве государственного стандарта.
В 1961 выходит инструкция по сейсмическому районированию, позволившая координировать работы в этом направлении в масштабе всей страны. Медведев стал ведущим автором этой инструкции.
В 1964 году Медведев совместно с В. Шпонхойером (ГДР) и В. Карником (Чехословакия) адаптировал шкалу 1953 года к характерной для европейских условий застройке. Новая шкала была утверждена Европейской сейсмологической комиссией в качестве международной и получила название MSK-64 – по первым буквам фамилий ее создателей и году завершения ее разработки. Спустя 15 лет Медведев разработал усовершенствованную версию шкалы MSK-64 — MSK-78.
Cкончался 14 ноября 1977 г., похоронен на 10 участке Введенского кладбища в Москве.

## Семья
- Дочь: Медведева Нина Сергеевна (1936) — сейсмолог, один из разработчиков комплекта карт ОСР-97[12]